# Melonie Diaz
Melonie Diaz, född 25 april 1984 i New York, är en amerikansk skådespelerska. 
Diaz, som är av av puertoricansk härkomst, spelar bland annat rollen som unga Laurie i dramafilmen A Guide to Recognizing Your Saints, Sophina i den biografiska dramafilmen Last Stop Fruitvale Station (Fruitvale Station) och Mel Vera i The CW-serien Charmed (en reboot på TV-serien Förhäxad).
Diaz är gift med skådespelaren Octavio Genera. Makarna fick en dotter sommaren 2021.

## Filmografi (i urval)

### Filmer
- 2001 – Bad Luck
- 2005 – Lords of Dogtown
- 2006 – A Guide to Recognizing Your Saints
- 2007 – Itty Bitty Titty Committee
- 2007 – Remember the Daze
- 2007 – Feel the Noice
- 2008 – American Son
- 2008 – The High School Conspiracy
- 2008 – Be Kind Rewind
- 2008 – Hamlet 2
- 2008 – Nothing like the Holidays
- 2013 – Last Stop Fruitvale Station
- 2014 – The Cobbler
- 2016 – The Belko Experiment
- 2018 – Gringo
- 2018 – All About Nina
- 2018 – The First Purge
- 2025 – Roofman

### TV-serier
- 2003 – I lagens namn (TV-serie)
- 2010 – Nip/Tuck (TV-serie)
- 2010 – CSI: Miami (TV-serie)
- 2010 – Rizzoli & Isles (TV-serie)
- 2011 – Person of Interest (TV-serie)
- 2014 – Girls (TV-serie)
- 2017 – Room 104 (TV-serie)
- 2017 – Elementary (TV-serie)
- 2018–2022 – Charmed (TV-serie)